# Ratva järv
Ratva järv är en sjö i Estland.   Den ligger i landskapet Ida-Virumaa, i den östra delen av landet, 140 km öster om huvudstaden Tallinn. Ratva järv ligger 56 meter över havet. Arean är 0,21 kvadratkilometer. I omgivningarna runt Ratva järv växer i huvudsak blandskog. Den sträcker sig 0,6 kilometer i nord-sydlig riktning, och 0,5 kilometer i öst-västlig riktning.